# بنجامين كاليخاس
بنجامين كاليخاس (بالإسبانية: Benjamín Callejas)‏ مواليد 2 مايو 1990، هو لاعب كرة يد تشيلي يلعب كجناح أيسر. مثل منتخب تشيلي لكرة اليد.

## سجل المنافسة
شارك في البطولات التالية:
- بطولة العالم لكرة اليد للرجال 2015